# Polens herrlandslag i bandy
Polens herrlandslag i bandy representerar Polen i bandy på herrsidan. Det är oklart när världsmästerskapsdebuten kommer att ske. Även om intresse att delta i framtida mästerskap hade meddelats i mitten av 2010-talet, så tycks verksamheten ligga nere och Polens bandyförbund finns sedan 2017 inte längre med på internationella bandyförbundets lista över nationella medlemsförbund.